# Dubravka Jurlina Alibegović

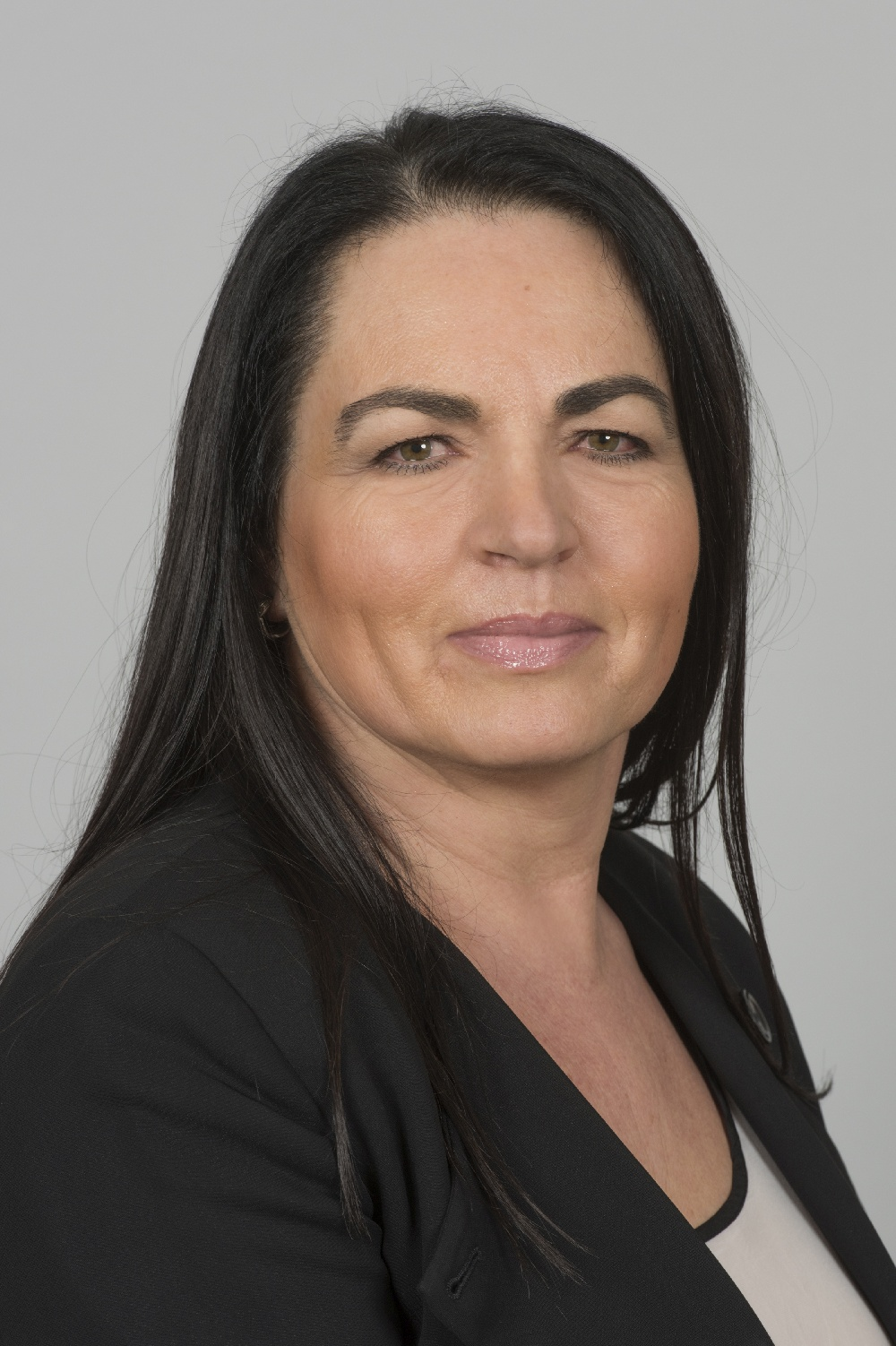
Dubravka Jurlina Alibegović (2016)

Dubravka Jurlina Alibegović (* 5. November 1963) ist eine kroatische Wirtschaftswissenschaftlerin und Politikerin.

## Werdegang
Alibegović studierte Wirtschaftswissenschaft an der Universität Zagreb, wo sie nach ihrem Abschluss 1986 am Institut für Wirtschaftswissenschaft blieb und 1992 einen Masterabschluss machte. 
2000 wurde Alibegović nach einem Regierungswechsel vom neuen Premierminister Ivica Račan als stellvertretende Ministerin für Wissenschaft und Technologie unter Minister Hrvoje Kraljević von der Kroatischen Sozial-Liberalen Partei ins Kabinett berufen. Im Zuge einer Kabinettsumbildung, nachdem die Kroatische Sozial-Liberale Partei sowie die Istrische Demokratische Versammlung im Sommer 2002 aus der Regierungskoalition ausgeschieden waren, verlor sie das Amt und kehrte an das Institut für Wirtschaftswissenschaft an der Universität Zagreb zurück. Von 2004 bis 2011 war sie Leiterin der Abteilung für Wirtschaft des öffentlichen Sektors. Später stieg sie zur Direktorin der Einrichtung auf und wurde 2015 in den Rat für wirtschaftliche Angelegenheiten des Präsidenten der Republik Kroatien berufen, ehe sie im Januar 2016 unter dem parteilosen Premierminister Tihomir Orešković die Spitze des Ministeriums für öffentliche Verwaltung übernahm. Nach einem erfolgreichen Misstrauensvotum gegen Orešković im Juni blieb sie noch bis Oktober im Amt, ehe Ivan Kovačić nach den vorgezogenen Neuwahlen unter Premierminister Andrej Plenković sie beerbte. Abermals kehrte Alibegović in den akademischen Betrieb am Zagreber Institut für Wirtschaftswissenschaft zurück, wo sie zudem an der Universität von Zagreb als Lecturer tätig ist.
Alibegović saß oder sitzt bei verschiedenen wissenschaftlichen Publikationen im Herausgeberboard, darunter finden sich das CEA Journal of Economics oder das Journal of Contemporary European Studies. Sie ist Mitglied des Verwaltungsrats der European Urban Research Association (EURA), der kroatischen Sektion der European Regional Science Association (ERSA) und des Euro-Mediterranean Forum of Institutes of Economic Sciences.